# 莊拿芬·韋拉
莊拿芬·韋拉·拉莫斯（西班牙語：Jonathan Viera Ramos，發音：[ˈɟʝonatam ˈbjeɾa ˈramos]；1989年10月21日—），西班牙足球運動員，現效力於马来西亚超级足球联赛球會柔佛DT，司職進攻中場。

## 外部連結
- 拉斯帕尔马斯官方檔案 （西班牙文）
- BDFutbol檔案 （页面存档备份，存于） （英文）
- Futbolme檔案 （页面存档备份，存于） （西班牙文）
- Transfermarkt檔案 （页面存档备份，存于） （英文）
- Soccerway檔案 （页面存档备份，存于） （英文）